# Thịnh vượng chung Anh
Thịnh vượng chung là một thực thể chính trị tồn tại từ năm 1649 tới năm 1660 khi Anh và Wales, sau đó cùng với Ireland và Scotland, được cai trị thành một nền cộng hòa sau cuộc Nội chiến Anh lần thứ hai và sự xét xử và tử hình vua Charles I.